# Mesonodon
Mesonodon là một chi rêu trong họ Entodontaceae.